# Edmond Buat

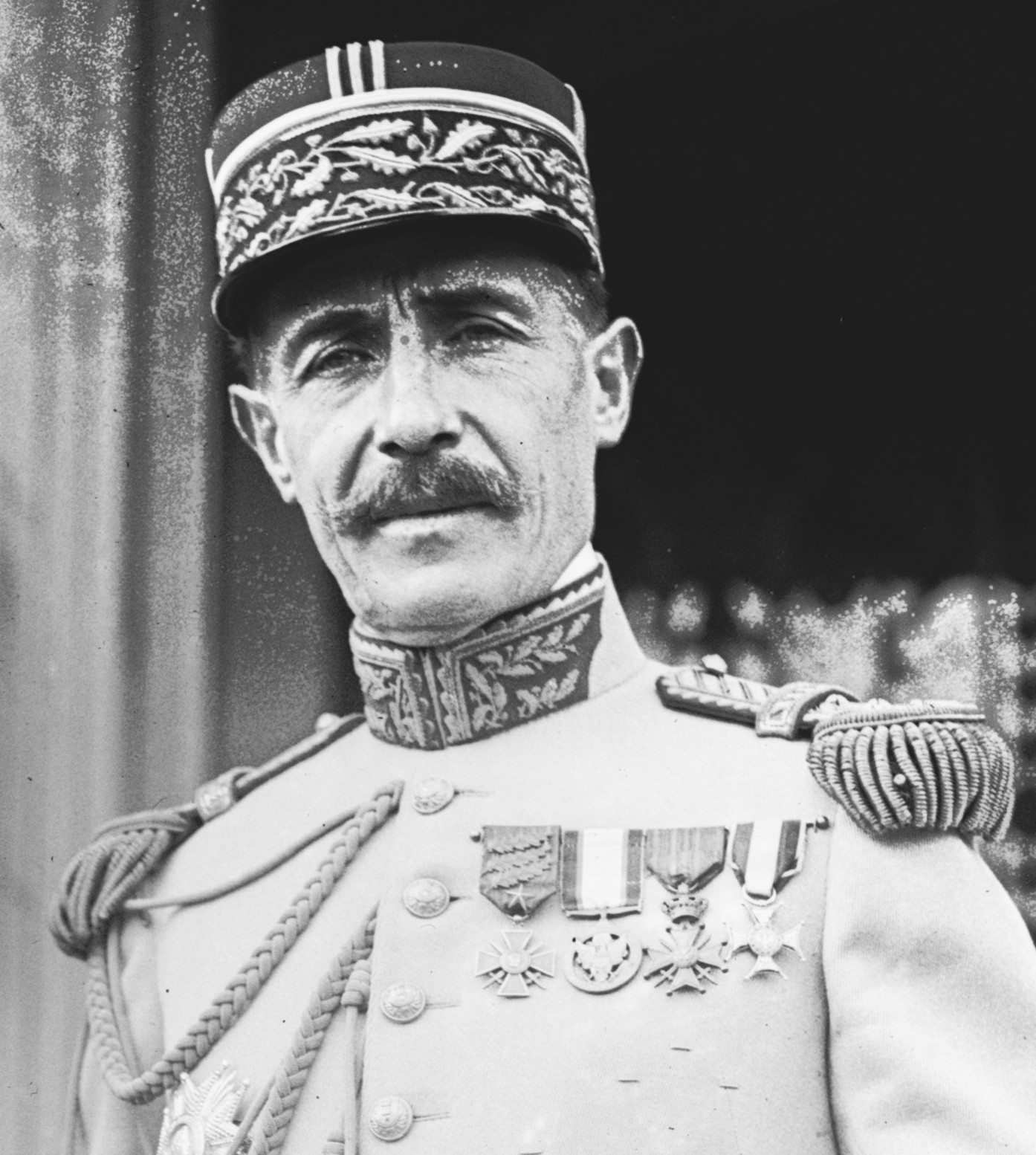
Edmond Buat, 1921

Edmond Alphonse Léon Buat (* 17. September 1868 in Châlons-sur-Marne; † 30. Dezember 1923 in Paris) war ein französischer Offizier, zuletzt Général d’armée, Teilnehmer des Ersten Weltkriegs und Generalstabschef des französischen Heeres von 1920 bis zu seinem Tod.

## Leben
Buat wurde als Sohn eines Offiziers der Genietruppe und späteren Ritters der Ehrenlegion geboren, seine Mutter stammte aus Lothringen. Er erhielt eine Schulausbildung in Nantes und schloss sie mit dem Baccalauréat in Rennes ab. 1887 trat er in die École polytechnique zur Vorbereitung auf eine Militärkarriere ein und wählte nach seinem Abschluss 1889 die Artillerie als Waffengattung. Er kam zunächst als Sous-lieutenant an die École d’application de l’artillerie et du génie in Versailles und 1891 zum 12. Artillerieregiment in Vincennes. Er heiratete 1893 die Tochter eines Brigadegenerals der Artillerie. Von 1895 bis 1897 besuchte er die École supérieure de guerre und schloss den Kurs als Zweitbester seiner Klasse und im Rang eines Capitaine ab. Nach zwei Jahren Dienst beim 25. Artillerieregiment in seiner Geburtsstadt wurde er 1900 zum Ordonnanzoffizier des Kommandeurs der 6. Infanteriebrigade ernannt. Im folgenden Jahr wurde er Ordonnanzoffizier des neuen Kommandanten der École supérieure de guerre, Henri Bonnal, später diente er in gleicher Stellung dem Generalgouverneur von Lyon und dem Mitglied des Conseil supérieur de la guerre, General Henri de Lacroix. Von 1909 bis 1911 war er als Commandant Kommandeur einer Abteilung des 25. Artillerieregiments, bevor er Unterkabinettschef und 1912 Kabinettschef im Kriegsministerium wurde. 1913 wurde er zum Lieutenant-colonel befördert und zum Gastprofessor für Militärgeschichte sowie Strategie und Taktik an der Ecole supérieure de guerre ernannt.
Bei der Mobilmachung zum Ersten Weltkrieg wurde Buat zunächst der Operationsabteilung im Grand Quartier Général zugeteilt. Bereits nach wenigen Tagen wurde er als Stabschef zur Armée d’Alsace unter General Paul Pau ins Elsass entsandt. Nach deren Auflösung wurde er erneut Kabinettschef des Kriegsministers Alexandre Millerand. Im November 1915 übernahm er die 245. Infanteriebrigade und war von Januar bis Mai 1916 Assistent des Stabschefs für Operationen außerhalb Frankreichs, Maurice Pellé, im Grand Quartier Général. Anschließend diente er als Kommandeur der 7. Infanteriebrigade und der 121. Infanteriedivision sowie ab Januar 1917 als Befehlshaber der Generalreserve der schweren Artillerie (RGAL). Diese wurde als ein Hauptkampfmittel bei den Offensiven im Grabenkrieg stetig ausgebaut. Ab Februar 1918 befehligte Buat nacheinander die 33. Infanteriedivision, das XVII. Armeekorps und ab Juni 1918 kurzzeitig die 5. Armee. Anfang Juli 1918 wurde er zum Stabschef des Oberbefehlshabers Philippe Pétain ernannt und war einer der Hauptorganisatoren der alliierten Schlussoffensiven, bekannt als Hunderttageoffensive, wofür er mit zahlreichen in- und ausländischen Auszeichnungen geehrt wurde.
Die Bedingungen des Waffenstillstands von Compiègne beschrieb er als erdrückend und entehrend für den geschlagenen Feind und rechnete zugleich mit einem neuen Krieg gegen Deutschland vor Ablauf von 20 bis 30 Jahren. Er machte sich daher den Neuaufbau des französischen Heeres unter Berücksichtigung neuer militärtechnischer Entwicklungen zur Aufgabe, wobei er sich gegen das eher konservative militärpolitische Establishment durchsetzen musste. Im Januar 1920 zum Generalstabschef des Heeres ernannt, musste er sich neben diesen organisatorischen Aufgaben unter anderem mit Fragen der Okkupation im Rheinland, Schlesien und im Memelland sowie der Unterstützung des verbündeten Polen beschäftigen. Er erlag im Dezember 1923 55-jährig den Folgen einer Operation und wurde in Nantes auf dem Cimetière Miséricorde beerdigt. Buat hatte von 1914 bis kurz vor seinem Tod ein umfangreiches Tagebuch geführt und war Autor zahlreicher militärgeschichtlicher und -theoretischer Schriften.